# Philip Richardson
Pour les articles homonymes, voir Richardson.
Philip Wigham Richardson, né le 26 janvier 1865 à Newcastle upon Tyne et mort le 23 novembre 1953 à Weybridge,, est un homme politique britannique et médaillé olympique.

## Biographie
Fils aîné de John Wigham et de Marian Richardson, il est éduqué à la prestigieuse Rugby School puis étudie au Kings College de l'université de Cambridge, où il obtient un diplôme de Master of Arts en 1890. Il entre dans le monde des affaires et devient co-directeur d'une entreprise de construction navale.
À l'âge de 43 ans, il fait partie de l'équipe britannique de tir sportif aux Jeux olympiques de 1908 à Londres. L'épreuve de rifle (carabine) par équipe consiste à cumuler des points en tirant successivement sur six distances différentes. Les Britanniques y remportent la médaille d'argent, derrière les Américains. Aux Jeux olympiques de 1912 à Stockholm, il est le capitaine de l'équipe de tir et prend part aux épreuves de carabine d'ordonnance sur 300 m et de carabine libre sur 600 mètres, sans monter sur le podium. Ces seconds Jeux sont ses derniers,. Officier du régiment des Royal Northumberland Fusiliers déployé en France durant la Première Guerre mondiale,, il est fait officier de l'ordre de l'Empire britannique en 1919, puis chevalier en 1921.
Il entre en politique en étant élu député de Chertsey à la Chambre des communes lors d'une élection partielle en mars 1922. Siégeant comme député d'arrière-ban du Parti conservateur et unioniste, il est réélu aux élections législatives de 1922, de 1923, de 1924 et de 1929, face à une succession de candidats libéraux. Il ne se représente pas aux élections de 1931. En 1929 il est fait baronnet de Weybridge.